# Wounded Knee Creek

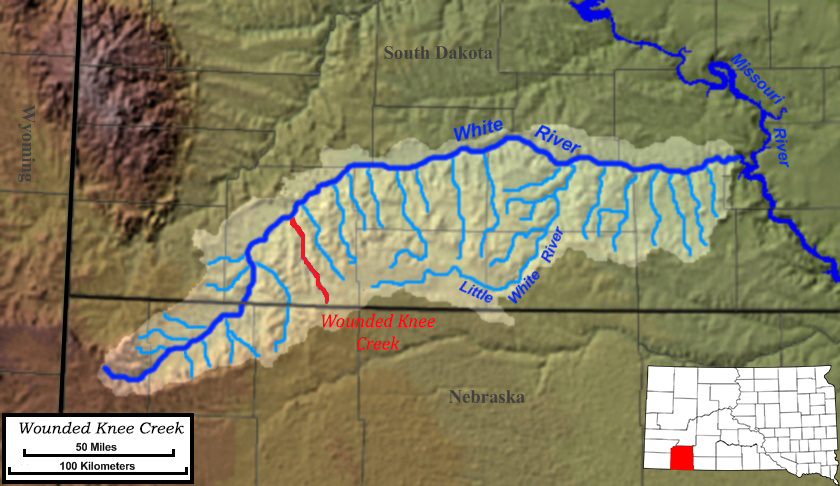

Wounded Knee Creek est un cours d'eau qui coule dans le Dakota du Sud aux États-Unis et un affluent de la White River, donc un sous-affluent du Mississippi par le Missouri.

## Étymologie
Son nom en langue lakota est "Chankwe Opi Wakpala".

## Géographie
Cette rivière est un affluent de la White River.
Son cours mesure 80 kilomètres depuis sa source près de l'État du Nebraska.
La rivière s'écoule ensuite vers le lieu historique du Massacre de Wounded Knee où furent massacrés des centaines d'Amérindiens en 1890.
La rivière traverse ensuite le Parc national des Badlands avant de se jeter dans la rivière White River.